# Mateusz Stąporski
Mateusz Stąporski (ur. 28 stycznia 1988 w Nowej Dębie) – polski piłkarz grający na pozycji pomocnika w klubie Elana Toruń.